# Bitwa pod Farsalos
Bitwa pod Farsalos – starcie zbrojne 9 sierpnia 48 p.n.e. pomiędzy wojskami Cezara i Pompejusza, które miało miejsce w Tesalii podczas rzymskiej wojny domowej.
Siły Cezara liczyły 23–33 tys. żołnierzy piechoty i 1 tys. jazdy, Pompejusz dysponował 40–54 tys. piechoty i 7 tys. jazdy. Dane te opierają się na wspomnieniach Cezara i niektórzy historycy uważają, że dysproporcje między obiema armiami były mniejsze.

## Przebieg bitwy
Wrogie armie rozłożyły się na przeciwległych końcach równiny Farsalos. Pompejusz pierwszy wyprowadził swoje oddziały i ustawił je w tradycyjnym szyku bojowym na równinie między obozami. Cezar, wiedząc o przewadze kawalerii przeciwnika, ustawił swoje wojska w szyku trójszeregowym, z tym, że do osłony tyłów wydzielił 6 do 8 kohort (2–2,5 tys. ludzi) ustawionych na tyłach swojego prawego skrzydła (tzw. czwarty szereg) i zwiększył odstępy między swoimi kohortami, aby długość własnych linii dorównywała długości linii wojsk Pompejusza. Trzecia linia sił głównych miała stanowić rezerwę dla dwóch pierwszych.
Bitwa rozpoczęła się od ataku dwóch pierwszych szeregów Cezara na główne siły Pompejusza, który – wbrew przyjętym zwyczajom – nakazał bierność własnej piechocie, a rzucił do uderzenia swoją jazdę, licząc, że po odepchnięciu zgrupowanej na prawym skrzydle nielicznej kawalerii Cezara uda się następnie poprzez szarżę z własnego lewego skrzydła zwinąć w kierunku rzeki całą linię przeciwnika, zatrzymaną wzdłuż frontu. Pod naporem wroga, kawaleria Cezara zaczęła się cofać, a podążająca za nią jazda Pompejusza odsłoniła swoją prawą flankę, na którą spadło uderzenie oddziałów piechoty, tworzących rezerwową czwartą linię, pod osobistym dowództwem Cezara. Doszło do zaciętej walki, w której wojska Cezara rozbiły jazdę Pompejusza, zmuszając ją do ucieczki.
Następnie rozproszeniu uległy oddziały procarzy i łuczników wspierające atak pompejańskiej jazdy, co odsłoniło lewe skrzydło wojsk Pompejusza, na które natarły wolne już wydzielone kohorty czwartej linii. Jednocześnie do ataku ruszyła cezariańska trzecia linia. Zmasowany atak od frontu i na lewe skrzydło złamał opór pompejańczyków, którzy rzucili się do ucieczki w stronę swojego obozu. Cezar, nie przerywając ataku, wpadł za uciekającymi do obozu i zdobył go, a Pompejusz w przebraniu uciekł do Larissy, gdzie wsiadł na statek i odpłynął do Egiptu.
 

## Skutki
Zwycięstwo kosztowało Cezara według jego własnych obliczeń 230 zabitych i 2 tys. rannych. Pompejusz miał stracić 15 tys. zabitych i rannych oraz 24 tys. wziętych do niewoli.
Była to decydująca bitwa wojny domowej. Wszystkie prowincje i greckie państwa zależne od Rzymu opowiedziały się teraz po stronie zwycięzcy. Pompejusz mógł liczyć już tylko na poparcie wiernych sobie wojsk w Afryce.